# Mauloutchia chapelieri
Mauloutchia chapelieri är en tvåhjärtbladig växtart som beskrevs av Otto Warburg. Mauloutchia chapelieri ingår i släktet Mauloutchia och familjen Myristicaceae. Inga underarter finns listade i Catalogue of Life.